# Maciesze (rejon brasławski)
Maciesze  (biał. Мацешы; ros. Матеши) – wieś na Białorusi, w obwodzie witebskim, w rejonie brasławskim, w sielsowiecie Achremowce.

## Historia
W czasach zaborów wieś rządowa w powiecie dzisieńskim, w guberni wileńskiej Imperium Rosyjskiego.
W latach 1921–1945 wieś a następnie kolonia leżała w Polsce, w województwie wileńskim, w powiecie dziśnieńskim, od 1926 roku w powiecie brasławskim, w gminie Przebrodzie, a następnie w gminie Jody.
Według Powszechnego Spisu Ludności z 1921 roku zamieszkiwało tu 260 osób, 22 były wyznania rzymskokatolickiego a 238 staroobrzędowego. Jednocześnie 173 mieszkańców zadeklarowało polską, 87 białoruską przynależność narodową. Były tu 52 budynki mieszkalne. W 1931 w 57 domach zamieszkiwały 302 osoby.
Przed wybuchem wojny roku w 80 domach zamieszkiwało 436 osób. W wyniku napaści ZSRR na Polskę we wrześniu 1939 miejscowość znalazła się pod okupacją sowiecką. 2 listopada została włączona do Białoruskiej SRR. Od czerwca 1941 roku pod okupacją niemiecką. W 1943 roku Niemcy spalili całą wieś i zabili 9 mieszkańców.
W 1944 miejscowość została ponownie zajęta przez wojska sowieckie i włączona do Białoruskiej SRR.
Od 1991 w składzie niepodległej Białorusi.